# Kaijaitsaari
Kaijaitsaari är en ö i Finland. Den ligger i sjön Torsa och Pieni-Torsa och i kommunen Rautjärvi i den ekonomiska regionen  Imatra ekonomiska region  och landskapet Södra Karelen, i den sydöstra delen av landet, 260 km nordost om huvudstaden Helsingfors. Öns area är 0,2 hektar och dess största längd är 200 meter i sydöst-nordvästlig riktning.